# Luisa Roldán

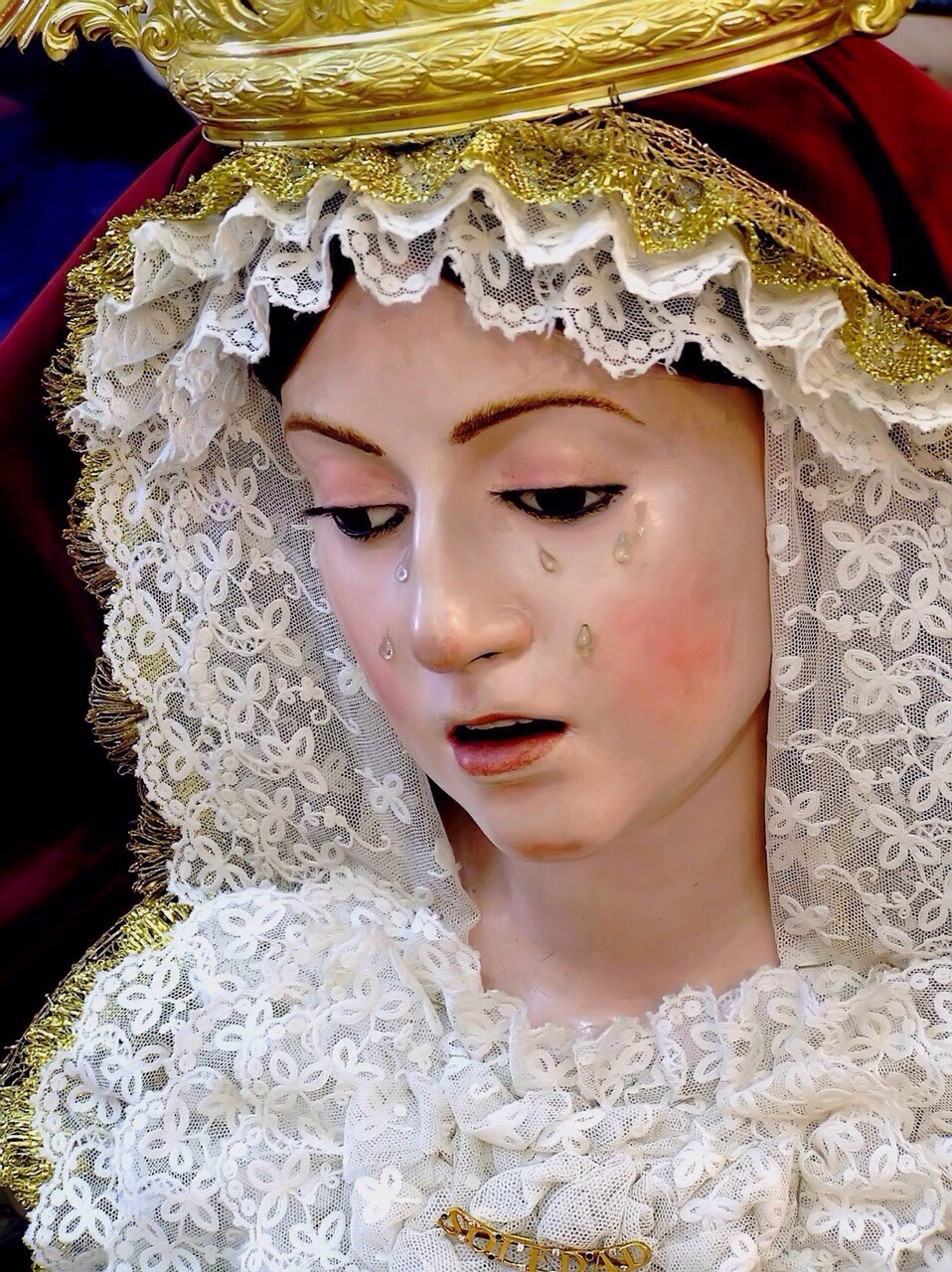
Nuestra Señora de la Soledad, skulptur av Luisa Roldán i Iglesia Conventual de la Victoria i Puerto Real.

Luisa Ignacia Roldán, kallad La Roldana, född 8 september 1652 i Sevilla, död 10 januari 1706 i Madrid, var en spansk konstnär (skulptör).
Luisa Roldán är främst känd för sakrala skulpturer och utförde fristående statyer, altarskulpturer och terrakottastatyetter. Hon var dotter och elev till skulptören Pedro Roldán. Hon blev hovskulptör vid det spanska hovet 1692. 